# Dignitatis Humanae
Dignitatis humanae (с лат. — «Достоинство человеческой личности») – декларация Второго Ватиканского собора о религиозной свободе, т. е. о праве личности и объединений на общественную и гражданскую свободу в вопросах религии. Принята на 4-й сессии собора и утверждена папой Павлом VI 7 декабря 1965 года на закрытии собора.

## История
Декларация прошла долгий и сложный путь разработки и была предметом борьбы и противостояния со стороны консерваторов и сторонников либерализма.

### Подготовительный период и первая сессия (1962)
Проблемы религиозной свободы, взаимоотношений церкви и государства и отношений Католической церкви к другим конфессиям и религиям были затронуты ещё в период подготовки собора в проектах двух документах.
С одной стороны, в проекте догматической конституции «О церкви», подготовленном Доктринальной комиссией под руководством кардинала Альфредо Оттавиани, содержалась глава «Отношения между церковью и государством и религиозная терпимость», в которой отражалась традиционная позиция Католической церкви, суть которой состояла в том, что государство не должно быть нейтральным в религиозной сфере, а гражданская власть обязана обеспечивать свободное исповедание гражданами католической веры и умерять публичные проявления других культов в той мере, в какой они, по определению Католической церкви, подвергают опасности вечное спасение граждан.
С другой стороны, Всемирный совет церквей для развития экуменического диалога требовал от Католической церкви чёткой позиции по вопросу о религиозной свободе. С этой целью Секретариат по содействию христианскому единству под руководством кардинала Августина Беа с конца 1960 года также одновременно готовил документ о религиозной свободе.
В августе 1961 года разработанный Секретариатом по содействию христианскому единству проект конституции «О религиозной свободе», признававшей право каждого человека на свободу совести и обязанность государства по её защите, был направлен в Центральную подготовительную комиссию собора.
В июне 1962 года проекты Доктринальной комиссии и Секретариата по содействию христианскому единству были одновременно рассмотрены на заседании Центральной подготовительной комиссии, во время которого произошло столкновение мнений кардиналов А. Оттавиани и А. Беа. По решению папы Иоанна XXIII противоречия между документами должна была разрешить смешанная комиссия, однако она так и не приступила к созданию единого текста. После окончания первой сессии собора в апреле 1963 года Секретариатом по содействию христианскому единству был составлен новый проект документа, который представлял достоинство человеческой личности как общее основание религиозной свободы и права человека исповедовать ту религию, какую принимает его совесть. Летом того же года по настоянию Доктринальной комиссии вопрос о религиозной свободе был исключён из списка тем, предназначенных для обсуждения на следующей сессии. Тем не менее, в июле Секретариату по содействию христианскому единству удалось добиться внесения подготовленного им текста в проект документа «Об экуменизме».

### Вторая сессия (1963)

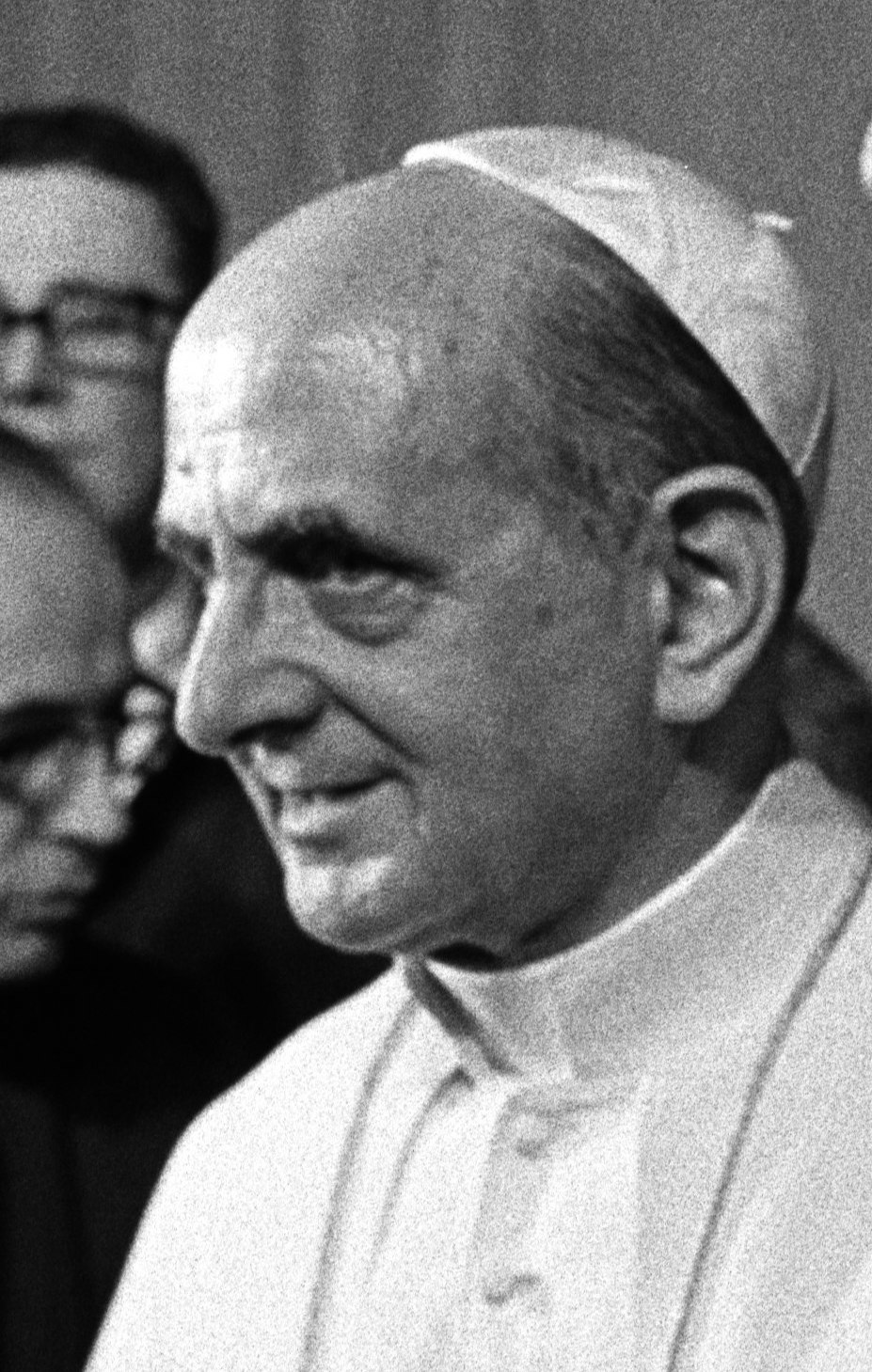
Папа Павел VI

В начале второй сессии, в сентябре 1963 года, американские епископы во главе с кардиналом Фрэнсисом Спеллманом потребовали от Генерального секретариата Собора поставить вопрос о религиозной свободе в список тем для обсуждения и принять за основу текст Секретариата. Под их давлением папа Павел VI дал указание кардиналу А. Оттавиани и Доктринальной комиссии вынести окончательное решение по документу о религиозной свободе. Несмотря на серьёзные разногласия среди членов комиссии, 11 ноября большинством голосов текст о религиозной свободе, являвшийся пятой главой проекта «Об экуменизме», был одобрен для рассмотрения и 19 ноября представлен участникам собора. Из-за развернувшихся дискуссий по проекту документа «Об экуменизме» тема религиозной свободы затрагивалась лишь в ряде выступлений, а сам текст пятой главы не был принят к обсуждению.
К весне 1964 года в Секретариат по содействию христианскому единству поступило 380 письменных замечаний и поправок участников собора по содержанию пятой главы, многие из которых указывали на её противоречие традиционному учению Католической церкви о её месте в гражданском обществе, а также на отсутствие чёткого определения свободы, достоинства личности и границ принуждения в религиозных вопросах. По представлению кардинала Ф. Спеллмана с этого периода к работе над документом был привлечён американский теолог-иезуит Дж. Мюррей. В апреле 1964 года папа Павел VI согласился с предложением координационной комиссии преобразовать пятую главу в отдельную декларацию, исправленный текст которой был разослан 27 апреля 1964 года всем участникам Собора.

Кардинал Йоханнес Виллебрандс

Дискуссии по проекту декларации на третьей сессии выявили устойчивую оппозицию этому документу со стороны консервативной части собора, представленной многими членами Римской курии, а также большинством епископов Испании и Италии, негативно оценивавших провозглашение равенства в гражданских правах Католической церкви и других религиозных общин в католических странах. Открытую поддержку декларации выразили большинство американских и германских епископов, а также французские епископы, прогрессистского направления. Несмотря на серьёзную критику, доходившую до требований полного отказа от декларации, Секретариат по содействию христианскому единству продолжил дальнейшую доработку текста, в которой вместе с Мюрреем приняли активное участие такие знаменитые теологи, как Ив Конгар, Йоханнес Виллебрандс, а также Пьетро Паван и Жан Жером Амер.

### Третья сессия (1964)

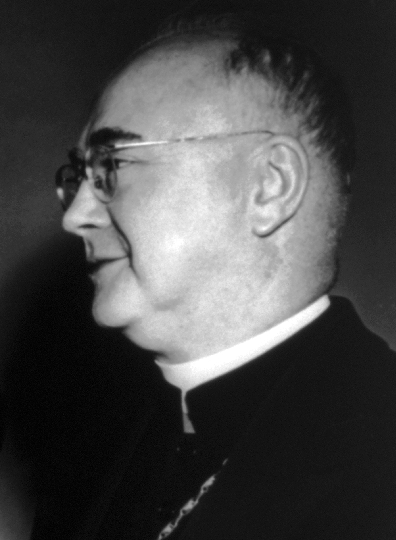
Кардинал Фрэнсис Спеллманн

Важнейшим событием при рассмотрении вопроса религиозной свободы на Втором Ватиканском соборе послужила дискуссия по проекту декларации в начале третьей сессии, 23 сентября 1964 года, когда во время голосования текст декларации был отклонён. В октябре того же года текст был подвержен ревизии, которая выявила его недостатки, основным из которых являлся субъективный подход авторов. 11 ноября 1964 года новый проект декларации, предложенный американским иезуитом Джоном Мюрреем и монсеньором П. Паваном отошёл от ориентации на субъективные категории, заменив их на позитивистскую и юридическую ориентацию. 17 ноября новый вариант проекта декларации был роздан участникам собора вместе с извещением, что его обсуждение и голосование по принятию состоятся 19 ноября. Однако 18 ноября более 200 епископов передали в президиум собора петицию с подписями, требовавшую отмены голосования по тексту из-за краткости времени, данного на ознакомление с ним. Вопреки протесту около 1 тысячи епископов, желавших обсудить проект до конца третьей сессии, Павел VI согласился снять его с голосования.

### Четвёртая сессия (1965)
В начале 1965 года Секретариат по содействию христианскому единству принял предложенный епископом К. Коломбо новый план документа, доработка которого с учётом присылаемых замечаний продолжалась под общей редакцией Джона Мюррея. Одобренный в начале мая координационной комиссией очередной вариант текста декларации в июне того же года был отослан участникам собора вместе с пространными комментариями.
Критика проекта декларации во время его первого обсуждения на четвёртой сессии собора продолжала сводиться к расплывчатости употребляемых в нём формулировок и понятий, а также к указаниям на противоречие основной идеи текста традиционному социальному учению римских пап XIX и XX веков. 18 сентября более 100 епископов подали петицию с подписями, просивших дать им возможность составить документ, отражающий их понимание религиозной свободы, отменив голосование по проекту, но 21 сентября c одобрения папы Павла VI дискуссии были прекращены, и общим голосованием (1997 голосов против 224) предложенный текст был принят как основа для составления окончательного варианта декларации.
17 ноября шестой вариант декларации был вынесен на соборное обсуждение. Ввиду непрекращающейся полемики по документу папа Павел VI распорядился добавить в преамбулу декларации фразу о сохранении «в неприкосновенности традиционного католического учения о нравственных обязанностях людей и сообществ по отношению к истинной религии и единой Церкви Христовой». 19 ноября предварительное голосование приняло документ 1954 голосами против 249, а 7 декабря состоялось итоговое голосование по декларации (2308 голосов против 70) и её провозглашение под официальным названием «Dignitatis humanae» (сокращённо DH).

### Редакции документа
- Проект Доктринальной комиссии под руководством кардинала Альфредо Оттавиани
- Проект Секретариата по содействию христианскому единству под руководством кардинала Августина Беа
- Пятая глава декларации «Об экуменизме» (Textus prior)
- Усовершенствованная версия пятой главы ко времени окончания третьей сессии (Textus emendatus)
- Отдельный документ – усовершенствованная версия бывшей пятой главы (Textus re-emendatus)
- Одобренная редакция (Textus recognitus)
- Окончательная редакция (Dignitatis Humanae)

## Структура
Декрет состоит из 15 статей, объединённых в 2 главы, предваряемых вступлением:

Вступление: О праве личности и сообществ на общественную и гражданскую свободу в вопросах религии (статья 1)

Глава 1: Общее обоснование религиозной свободы (статьи 2-8)

Глава 2: Религиозная свобода в свете Откровения (статьи 9-15)

## Содержание
Dignitatis humanae провозглашает права и обязанности не только для Католической церкви, но и для всех религиозных групп осуществлять свою свободу, в том числе и религиозную, не принуждая при этом ни отдельных людей, ни социальные группы. Прежде всего, это – свобода личности в выборе религии и её право поступать в соответствии со своей совестью, поскольку никто не может совершать насилие или принуждать совесть человека, даже перед лицом объективной истины.

### Общее обоснование религиозной свободы
В первой части декларации излагается общее обоснование религиозной свободы. Эта свобода, заключается в отсутствии какого-либо принуждения в религиозной сфере со стороны власти, социальных групп или отдельных лиц, «основана на достоинстве человеческой личности, так как заложена в самой природе человека». Человек не только вправе придерживаться уже принятых им религиозных убеждений, но и может и даже обязан искать истину в религиозных вопросах, чтобы составить себе верное и истинное суждение для совести, осуществляя поиск «свободным исследованием, учительством или наставлением, общением и диалогом». Важнейшее место в поиске человеком истины занимает его совесть, которой он воспринимает и признаёт веления божественного закона – высшей нормы человеческой жизни. Человек обязан верно следовать своей совести во всех своих поступках, чтобы достичь Бога, и человеку нельзя препятствовать действовать по совести, особенно в религиозной области, подразумевающей внутренние добровольные и свободные акты, которыми человек направляет себя к Богу.
Как для отдельной личности, так и для общин критерием беспрепятственного исповедания религии выдвигается соблюдение ими справедливого общественного порядка как основополагающей части общего блага. Особо оговаривается право религиозных общин на миссионерскую деятельность, но указывается на недопустимость принуждения или недостойного и нечестного убеждения при распространении веры, что нарушает права других лиц.
Забота о религиозной свободе возлагается на граждан, социальные группы, церковь, проч. религиозные общины и особенно на гражданскую власть, которая обязана законодательно защищать религиозные свободы всех граждан и обеспечивать условия для выполнения этих законов, а также пресекать в соответствии с юридическими нормами злоупотребления в сфере религиозной свободы (DH. 7). Власть не имеет права предписывать или запрещать человеку религиозные акты (DH. 3), навязывать исповедание или отвержение какой-либо религии, ограничивать вхождение в религиозные общины или их оставление, применять силу для уничтожения религии или чинить препятствия для верующих.

### Религиозная свобода в свете Откровения
Вторая часть декларации посвящена учению о религиозной свободе и её места в писании, и именно на этом основании базируются общие принципы декларации. Документ соотносит содержащееся в писании и у отцов церкви требование добровольности акта веры с принципом религиозной свободы. Вслед за приведением множества примеров из Нового Завета о проповеди Иисуса и апостолов, не принуждавших к принятию веры, декларация утверждает, что «церковь следует этому пути и сохраняет учение о религиозной свободе, хотя в её истории и совершались действия, противные евангельскому духу».
Признание права на религиозную свободу за всеми людьми и общинами тесно связано с требованием признания свободы Церкви – «основополагающего принципа отношений между Церковью и гражданскими властями и всем гражданским строем». К благу общества относится свобода действий Церкви в той мере, в какой это требуется для спасения людей, поэтому «в человеческом обществе и перед лицом любой публичной власти Церковь отстаивает за собой свободу, будучи духовной властью, установленной Христом Господом».